# Rubia sikkimensis
Rubia sikkimensis är en måreväxtart som beskrevs av Wilhelm Sulpiz Kurz. Rubia sikkimensis ingår i släktet krappar, och familjen måreväxter. Inga underarter finns listade i Catalogue of Life.